# FKディナモ・ブリャンスク
FKディナモ・ブリャンスク（ФК Динамо Брянск）は、ロシアのブリャンスクをホームタウンとするサッカークラブである。

## 歴史
国家政治保安部の職員によってブリャンスクでディナモのチームを創設する動きが起こり、1931年7月に創設された。
1960年にソビエト連邦選手権のクラスBに参加してから継続して全国選手権に参加した。
ソビエト連邦崩壊後は1992年にロシア・セカンドディビジョンに参加した。2004年にファーストディビジョンでデビューを飾り、2008年まで所属した。2007年にはロシア・カップで準決勝に進出したが、FCモスクワに敗れた。
2011-12シーズンにフットボール・ナショナルリーグ (FNL) で過去最高の5位の成績を残した。しかし、2012年6月28日にライセンスが取り消されてFNLから除外され、代わりにセカンドディビジョンのウラル＝ポヴォルジエ地域で2位のFCウファが昇格した。
2012-13シーズンはサードディビジョンのチェルノゼミエ地域で優勝してプロサッカーリーグに復帰、2013-14シーズンはセカンドディビジョンの中央地域で5位の成績を残した。

## 歴代所属選手
- ウラジーミル・アスタポフスキー
- セルゲイ・ダヴィドフ 2005-2007
- ヴェニアミン・マンドリキン 2010
- ジョルジェ・ヨキッチ 2012